# (74315) 1998 UV11
(74315) 1998 UV11 – planetoida z pasa głównego asteroid okrążająca Słońce w ciągu 4,84 lat w średniej odległości 2,86 j.a. Odkryta 17 października 1998 roku.